# Ахмед, Омар
Омар Ахмед Раджаб (англ. Omar Ahmed Rajab; род. 29 декабря 1970) — кенийский боксёр, представитель первой тяжёлой весовой категории. Выступал за национальную сборную Кении по боксу в 1990-х годах, чемпион Африки и Всеафриканских игр, победитель Игр Содружества, участник летних Олимпийских игр в Атланте.

## Биография
Омар Ахмед родился 29 декабря 1970 года.
Впервые заявил о себе в боксе на взрослом международном уровне в сезоне 1990 года, когда вошёл в основной состав кенийской национальной сборной и побывал на Кубке короля в Бангкоке, откуда привёз награду серебряного достоинства, выигранную в зачёте средней весовой категории — в решающем финальном поединке уступил советскому боксёру Ростиславу Зауличному.
В 1994 году в первом тяжёлом весе одержал победу на чемпионате Африки в Йоханнесбурге и на Играх Содружества в Виктории.
В 1995 году был лучшим на Кубке короля в Бангкоке и на Всеафриканских играх в Хараре.
В 1996 году победил на чемпионате Содружества в Ммабато и благодаря череде удачных выступлений удостоился права защищать честь страны на летних Олимпийских играх в Атланте. Уже в стартовом поединке категории до 91 кг со счётом 4:15 потерпел поражение от канадца Дэвида Дефиагбона и сразу же выбыл из борьбы за медали. Впоследствии в интервью Ахмед настаивал, что считал себя победителем всех трёх раундов боя с Дефиагбоном, а проигрыш списал на недавно введённую систему подсчёта очков с помощью компьютера, о которой кенийские боксёры ничего не знали
После атлантской Олимпиады Омар Ахмед больше не показывал сколько-нибудь значимых результатов в боксе на международной арене.
Некоторое время проживал в Канаде, планировал начать здесь карьеру профессионального боксёра, но в конечном счёте стал тренером. В 2013 году вернулся на родину и вскоре открыл собственный боксёрский зал Omar Kasongo Sports Academy (OKSA).